# Minkema College
Het Minkema College is een school voor openbaar voortgezet onderwijs in de Nederlandse gemeente Woerden. De school biedt de leerwegen gymnasium, atheneum, havo en vmbo aan. Het Minkema College heeft twee locaties, namelijk de Minkemalaan en de Steinhagenseweg.
Het Minkema College heeft een erg gunstige ligging. Het ligt namelijk nabij station Woerden en is dus zeer gemakkelijk te bereiken met het openbaar vervoer.
De huidige school is ontstaan uit 3 scholen: De Minkema scholengemeenschap, de St. Jozef scholengemeenschap en de Technische School Woerden. Deze vormen sinds 1 augustus 1994 een school.

## Geschiedenis

### HBS Havenstraat
Mede door de inspanningen van de vooraanstaande Woerdense liberaal notaris F.A. Minkema werd in het schooljaar 1919/1920 in Woerden de Neutrale H.B.S. aan de Havenstraat opgericht. Dit gebouw voldeed echter niet aan de ventilatie-eisen en moest worden vervangen.

### Ambachtsschool
Op 2 september 1941 opende de "Ambachtsschool Woerden en Omstreken" zijn deuren. De praktijklessen werden gegeven in het verkooplokaal van "Diligentia" aan de Leidsestraatweg, terwijl de theorie- en avo-lessen werden gegeven in het gebouw van de "Nijverheidsavondschool" aan de Prinsenlaan. Na de oorlog werd ook lesgegeven in metaalbewerking en schilderen. 
In 1954 verhuisde de school naar de Van Kempensingel. In de jaren zestig werden plannen gemaakt voor een grote uitbreiding, en in 1969 werd ook de afdeling motorvoertuigentechniek geopend. In 1975 begon de school aan de opleiding elektrotechniek en begon men met de opzet van het Individueel Technisch Onderwijs. In de jaren tachtig begon het aantal leerlingen terug te lopen.
In 1982 ontstond de Sint Jozefscholengemeenschap, of Sint Jozefmavo, een katholieke middelbare school, uit een fusie van de huishoudschool "De Groenendaal" en de mavo Sint-Jozef. Deze school zat aan de Essenlaan en fuseerde in 1994 met de voormalige HBS tot het Minkema College. 

### HBS Minkemalaan
De locatie Minkemalaan is de oudste locatie, waar in 1925 het eerste gebouw werd neergezet. In januari 1925 werd het nieuwe pand op de Van der Valk - Boumanlaan geopend, dat werd ontworpen door architect C.J. Kruisweg. Hierbij hoorde ook een conciërgewoning. Oorspronkelijk was in het gebouw alleen een "bijzondere" HBS gevestigd. Het "bijzonder" betekent dat de school geen specifieke christelijke signatuur had. Zowel meisjes als jongens werden toegelaten. In 1929 werd de school door de minister van Onderwijs aangewezen als bevoegd voor het verlenen van het diploma HBS. In 1934 volgde een aanwijzing voor de richting HBS-B.

Op 5 september 1961 werd de Neutrale H.B.S. met een ceremonie, een concert van leerlingen en de schenking van een muzieklokaal, overgedragen aan het Rijk. Vanaf deze dag ging de Neutrale H.B.S. verder als de "Rijksscholengemeenschap." 

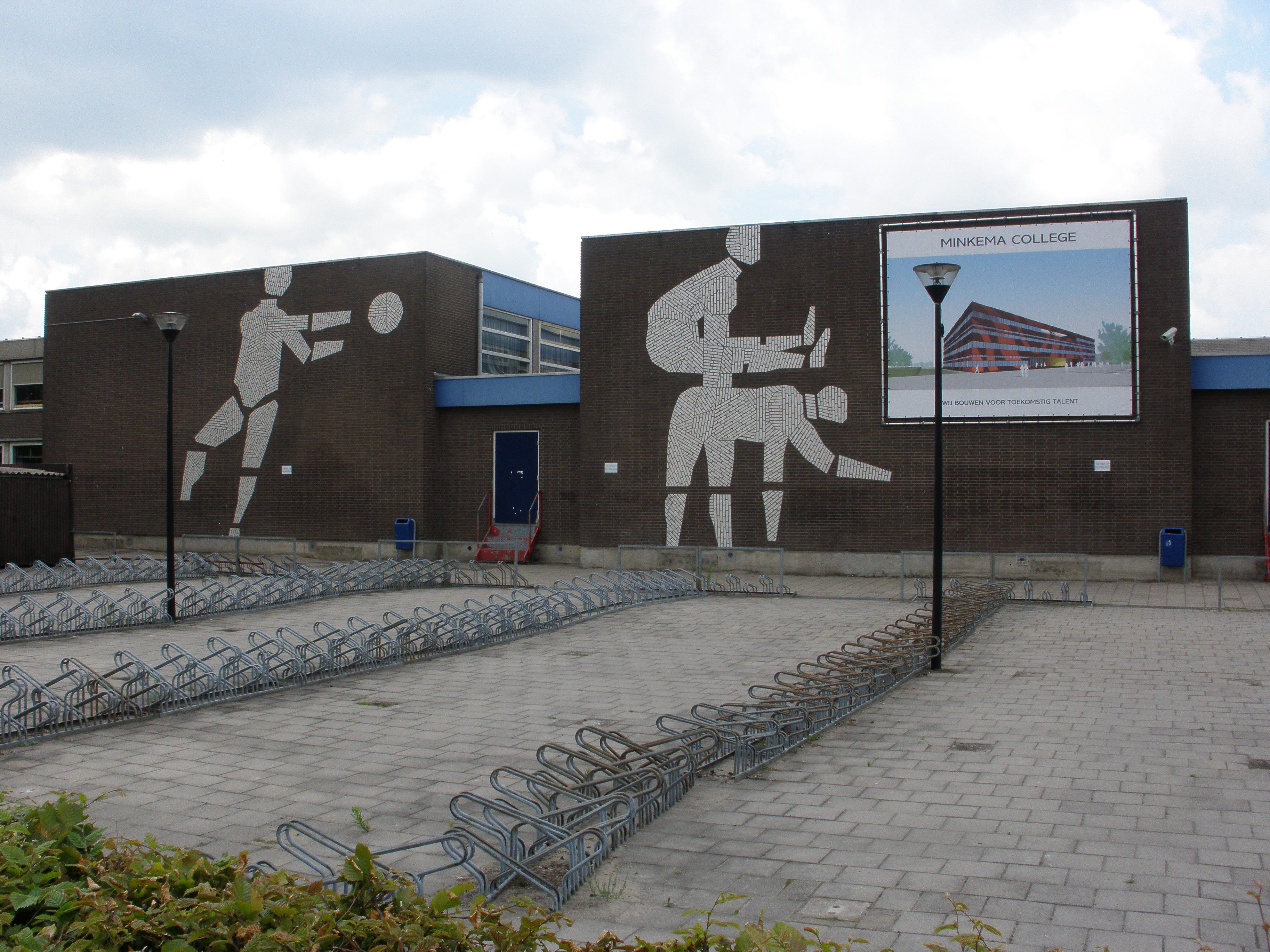
Locatie Minkemalaan met kunstwerk De balgooier van Bouke Ylstra uit 1977

De naam van de school veranderde vaak. Zo noemde de school zich in 1972 "Rijksscholengemeenschap Woerden."  In 1984 tot rond 1990 "Rijksscholengemeenschap F.A. Minkema", In 1991 was het "Minkema scholengemeenschap" en na de fusie in 1994 met de twee andere scholen. St. Josef en de Technische school, het "Minkemacollege."
In de jaren 1970 werd het gebouw uitgebreid, en groeide de school ook door gebruik van noodgebouwen die rond de school lagen. In die tijd lag de school nog aan de rand van de stad, en was de Minkemalaan voor autoverkeer een doodlopende straat, de van der Valk-Boumanlaan was echter een drukke weg, waar al het verkeer van en naar de A12 langskwam. Het adres werd toen Minkemalaan 1. 

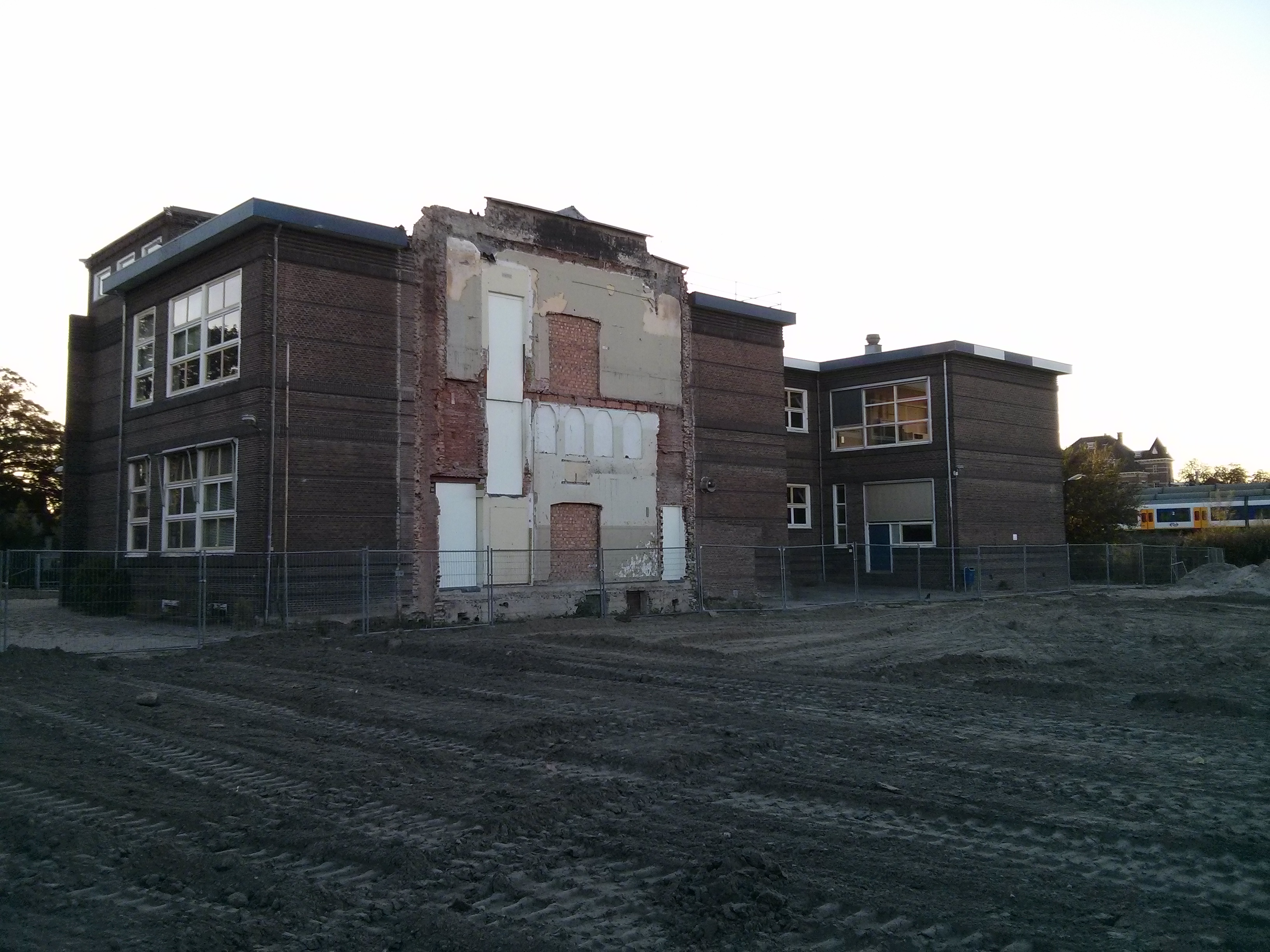
Achterzijde oude gebouw na afbreken van de andere gebouwen (2013)

In 1991 werd de RSG F.A. Minkema overgedragen aan de gemeente en kreeg de school de huidige naam. In 1992 werd de school in een artikel in De Volkskrant beschreven als een "Streekschool met anti-pretpakketbeleid". Het pretpakket duidde een licht vakkenpakket aan, dat dan ook weinig toegang gaf tot vervolgopleidingen.
Op 13 mei 2013 is ten oosten van het oude gebouw een nieuw gebouw naar ontwerp van Ector Hoogstad Architecten in gebruik genomen aan de Minkemalaan. Hiervoor moest het gedeelte gebouwd in de jaren '70 worden gesloopt en het oudste gedeelte werd verlaten en enkele jaren later aangewezen als gemeentelijk monument, Schoolgebouw en woonhuis Minkema. In 2020 wordt het gebouw anti-kraak verhuurd door Voorkom Leegstand, dat in 2023 van naam veranderde naar Livable.

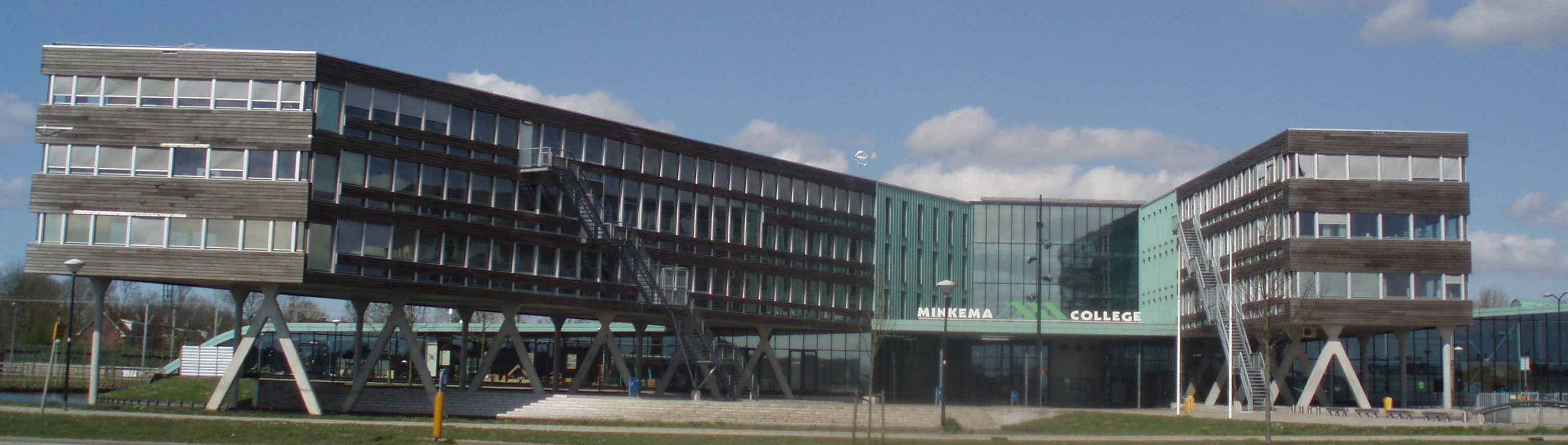
Locatie 'Stein'

### Steinhagenseweg
In 2003 werden de St. jozefmavo en de Ambachtsschool samengevoegd en werden zij ondergebracht op de locatie Steinhagenseweg. Het gebouw biedt sindsdien onderdak aan de richting vmbo. Het gebouw is een ontwerp van Jeanne Dekkers Architectuur. Twee opgetilde bouwdelen staan haaks op het hoofdgebouw met een centrale hal die ook wel 'de bijenkorf' wordt genoemd. Vanuit deze bijenkorf zwermen de leerlingen uit over het gehele gebouw. De centrale hal is hoog en open met verschillende trappen en open verdiepingen. 
Tevens bevindt zich op deze locatie de zogenaamde 'MakerSpace' waar leerlingen van HAVO en VWO die de richting Technasium volgen hun praktijklessen krijgen.

## Bekende oud-leerlingen
- Ellen van Dijk
- Simon van der Geest
- Jiske Griffioen
- Veronica van Hoogdalem
- Chris Krediet
- Esther Vergeer
- Jeroen Wollaars
- Loes Ypma
- Regina van Eijk
- Drie leerlingen kwamen in 2014 om bij de ramp met de MH-17.[14]